# Medusa Tour
Medusa Tour – solowa trasa koncertowa Eltona Johna, która odbyła się na przełomie 1999 i 2000 r., obejmująca 73 koncerty. W 1999 Elton dał 17 koncertów w USA i 3 w Kanadzie. W 2000 odbyły się 33 koncerty w USA i 18 w Europie.

## Program koncertów

### Wcześniejsze koncerty w USA
1. Your Song
2. The Greatest Discovery
3. Someone Saved My Life Tonight
4. Border Song
5. Daniel
6. Harmony
7. Honky Cat
8. Rocket Man
9. Tiny Dancer
10. Philadelphia Freedom
11. Nikita
12. Sacrifice
13. Sorry Seems To Be The Hardest Word
14. I Guess That’s Why They Call It the Blues
15. Ticking
16. Carla/Etude
17. Tonight
18. Burn Down the Mission
19. The One
20. Blue Eyes
21. Empty Garden (Hey Hey Johnny)
22. Take Me to the Pilot
23. Crocodile Rock
24. Don’t Let the Sun Go Down on Me
25. Circle of Life
26. Bennie and the Jets
27. Candle in the Wind

### Europa
1. Your Song
2. The Greatest Discovery
3. Someone Saved My Life Tonight
4. Border Song
5. Daniel
6. Harmony
7. Honky Cat
8. Rocket Man
9. Tiny Dancer
10. Philadelphia Freedom
11. American Triangle
12. Nikita
13. Sacrifice
14. Sorry Seems To Be The Hardest Word
15. I Guess That’s Why They Call It Blues
16. Ticking
17. Carla/Etude
18. Tonight
19. Burn Down the Mission
20. The One
21. Blue Eyes
22. Take Me to the Pilot
23. Crocodile Rock
24. Don’t Let the Sun Go Down on Me
25. Circle of Life
26. Bennie and the Jets
27. Candle in the Wind

### Koncerty z seriiThe Greatest Hits Live
1. Funeral For a Friend/Love Lies Bleeding
2. Candle in the Wind
3. Bennie and the Jets
4. Goodbye Yellow Brick Road
5. Little Jeannie
6. Philadelphia Freedom
7. Someone Saved My Life Tonight
8. Tiny Dancer
9. Daniel
10. Rocket Man
11. Club at the End of the Street
12. Blue Eyes
13. I Guess That’s Why They Call It the Blues (w duecie z Mary J. Blige)
14. The One
15. I Don’t Wanna Go On With You Like That
16. Sorry Seems To Be The Hardest Word
17. Sacrifice
18. Come Together
19. Your Song (w duecie z Ronanem Keatingiem)
20. Sad Songs (Say So Much) (w duecie z Bryanem Adamsem)
21. I’m Still Standing
22. Crocodile Rock
23. Saturdays Night Alright for Fighting
24. The Bitch Is Back
25. Don’t Let the Sun Go Down on Me
26. Don’t Go Breaking My Heart (w duecie z Kiki Dee)

### Późniejsze koncerty w USA
1. Your Song
2. The Greatest Discovery
3. Someone Saved My Life Tonight
4. Border Song
5. Daniel
6. Harmony
7. Honky Cat
8. Rocket Man
9. Tiny Dancer
10. Philadelphia Freedom
11. American Triangle
12. Nikita
13. Sorry Seems To Be The Hardest Word
14. I Guess That’s Why They Call It the Blues
15. Ticking
16. Carla/Etude
17. Tonight
18. Take Me to the Pilot
19. The One
20. Blue Eyes
21. Crocodile Rock
22. Don’t Let The Sun Go Down On Me
23. Circle of Life
24. Bennie and the Jets
25. Candle in the Wind

## Lista koncertów

### Koncerty w 1999
- 23 września – Jacksonville, Floryda, USA – Jacksonville Coliseum
- 24 września – Atlanta, Georgia, USA – Phillips Arena
- 25 września – Paradise, Nevada, USA – MGM Grand Garden Arena
- 28 września – Springfield, Massachusetts, USA – Springfield Arena
- 29 września – Rockford, Illinois, USA – Metro Center
- 1 października – Champaign, Illinois, USA – Assembly Hall
- 2 października – Moline, Illinois, USA – Mark of the Quad Cities
- 6 października – Daytona Beach, Floryda, USA – Ocean Center
- 8 października – Savannah, Georgia, USA – Savannah Civic Center
- 9 października – Augusta, Georgia, USA – Richmond County Civic Center
- 27 października – Mobile, Alabama, USA – Mobile Civic Center
- 29 października – North Little Rock, Arizona, USA – Alltel Arena
- 30 października – Oklahoma City, Oklahoma, USA – The Myriad
- 3 listopada – Omaha, Nebraska, USA – Omaha Civic Auditorium
- 6 listopada – Minneapolis, Minnesota, USA – Target Center
- 9 i 10 listopada – Chicago, Illinois, USA – Arie Crown Center
- 15 listopada – Winnipeg, Kanada – Winnipeg Arena
- 17 listopada – Calgary, Kanada – Canadian Airlines Saddledome
- 18 listopada – Edmonton, Kanada – Skyreach Centre

### Koncerty w 2000

#### USA – część 1
- 7, 8 i 9 stycznia – Honolulu, Hawaje – Neal S. Blaisdell Arena
- 4 lutego – Columbia, Maryland – Carolina Coliseum
- 5 lutego – Fayetteville, Karolina Północna – Crown Coliseum
- 9 lutego – Valley Center, Kansas – Kansas Coliseum
- 11 lutego – Albuquerque, Nowy Meksyk – Tingley Coliseum
- 12 lutego – Las Cruces, Nowy Meksyk – Pan American Center
- 15 lutego – Tucson, Arizona – Tucson Convention Center
- 20 lutego – Reno, Nevada – Lawlor Events Center
- 17 marca – Lakeland Floryda – Lakeland Center
- 18 marca – Albany, Nowy Jork – Civic Center
- 5 kwietnia – Binghamton, Nowy Jork – Veterans Memorial Arena
- 7 kwietnia – Portland, Oregon – County Civic Center
- 8 kwietnia – Amherst, Massachusetts – Mullins Center
- 14 kwietnia – Evansville, Indiana – Roberts Stadium
- 15 kwietnia – Indianapolis, Indiana – Consesco Fieldhouse
- 18 kwietnia – Syracuse, Nowy Jork – Oncenter War Memorial Arena
- 19 kwietnia – Trenton, New Jersey – Sovereign Bank Arena
- 21 kwietnia – Wilkes-Barre, Pensylwania – First Union Arena
- 22 kwietnia – Hershey, Pensylwania – HersheyPark Arena
- 25 kwietnia – Beaumont, Teksas – Montagne Center
- 28 kwietnia – Birmingham, Alabama – Birmingham-Jefferson Convention Complex
- 29 kwietnia – Atlanta, Georgia – Phillips Arena

#### Europa – część 1
- 31 maja – Kopenhaga, Dania – Rosenborg Castle
- 1 czerwca – Reykjavík, Islandia – Laugardasvöllur
- 9 i 10 września – Ateny, Grecja – Odeon of Heroes Atticus
- 16 września – Marbella, Hiszpania – Estadio De Futbol

#### Greatest Hits Live
- 18 października – Wilkes-Barre, Pensylwania, USA – First Union Center
- 20 i 21 października – Nowy Jork, USA – Madison Square Garden

Oba koncerty w Madison Square Garden zostały w tym samym roku wydane na DVD jako Elton John One Night Only – The Greatest Hits.

#### Europa – część 2
- 3 listopada – Estoril, Portugalia – nieznane miejsce koncertu
- 11 listopada – Paryż, Francja – L’Olympia
- 13 i 14 listopada – Oslo, Norwegia – Oslo Spektrum
- 16 listopada – Antwerpia, Belgia – Sportpaleis Antwerp
- 18 listopada – Rotterdam, Holandia – Ahoy Rotterdam
- 19 listopada – Hanower, Niemcy – Hannover Arena
- 21 listopada – Frankfurt, Niemcy – Festhalle Frankfurt
- 22 listopada – Dortmund, Niemcy – Westfalenhallen
- 24 listopada – Zurych, Szwajcaria – Hallenstadion
- 25 listopada – Wiedeń, Austria – Wiener Stadthalle
- 27 listopada – Firenze, Włochy – Palasport
- 28 listopada – Mediolan, Włochy – The Forum

#### USA – część 2
- 2 grudnia – Bossier City, Luizjana – CenturyTel Center
- 3 grudnia – Tulsa, Oklahoma – Tulsa Convention Center
- 5 grudnia – Johnson City, Tennessee – Freedom Hall
- 6 grudnia – Wheeling, Wirginia Zachodnia – Wheeling Civic Center
- 8 grudnia – Macon, Georgia – Macon Coliseum
- 9 grudnia – Albany, Nowy Jork – Gray Civic Center
- 10 grudnia – Montgomery, Alabama – Garrett Coliseum